# Ilvesheim
Ilvesheim is een plaats in de Duitse deelstaat Baden-Württemberg, en maakt deel uit van het Rhein-Neckar-Kreis.
Ilvesheim telt 9.311 inwoners.